# Récit mythique dans l'Égypte antique
Les Égyptiens n'ont laissé que peu de récits mythiques. Ce fait ne signifie nullement que la civilisation pharaonique ait été dépourvue de mythes. Il faut établir une distinction très nette entre les mythes, histoires véhiculées sous une forme pas forcément fixée, et une mythologie véritablement structurée ; la différence entre les deux tient au mode de transmission, oralement pour les premiers, par des conteurs qui modifient à loisir l'histoire, par l'intermédiaire d'un support écrit pour la seconde. L'Égypte antique ne ressentit pas immédiatement le besoin d'enregistrer ses mythes par écrit. Dans un premier temps, les Égyptiens utilisèrent l'écriture à des fins essentiellement administratives ou pour conserver les grands textes liturgiques.
Le plus ancien corpus connu à ce jour, les textes des pyramides, fourmille d'éléments mythologiques. Ces éléments se retrouvent dans les corpus funéraires postérieurs comme les textes des sarcophages du Moyen Empire ou le livre des morts du Nouvel Empire.
Il faut attendre le Nouvel Empire pour qu'apparaissent de véritables récits mythiques narratifs. Le premier connu à ce jour provient du tombeau de Toutânkhamon, c'est le livre de la vache et du ciel, ou l'extermination de l'humanité ; d'autres versions furent reportées dans d'autres sépultures royales, celles de Séthi Ier, de Ramsès II, Ramsès III et Ramsès IV.
Un autre texte mythique narratif apparaît pendant le Nouvel Empire, la légende d'Isis et de Rê, où Isis usa d'un stratagème pour découvrir le nom secret de Rê. Les contes de cette époque reprennent eux aussi des récits mythiques ; le conte d'Horus et de Seth, relate, avec une construction propre au genre littéraire narratif, l'histoire de l'opposition entre Seth et Horus qui coûta un œil à ce dernier ; le conte des deux frères adapte un mythe mal connu ; le conte de la vérité et du mensonge est une autre variation littéraire du mythe osirien.
Au -VIIe siècle, connu par un papyrus démotique de l'époque romaine, le mythe de l'œil du soleil, est un récit entrecoupé de fables animalières.
À l'époque gréco-romaine, quelques récits mythiques sont gravés, comme le mythe d'Horus sur les murs du temple d'Edfou, ou écrits sur papyrus, comme le papyrus Jumilhac conservé au Louvre.
Les auteurs grecs et romains, Hérodote, Diodore de Sicile, Plutarque ont consigné les mythes qu'ils entendaient çà et là.